# Held contre État du Montana
 (juillet 2023).
La mise en forme du texte ne suit pas les recommandations de Wikipédia : il faut le « wikifier ».
Les points d'amélioration suivants sont les cas les plus fréquents. Le détail des points à revoir est peut-être précisé sur la page de discussion.
- Les titres sont pré-formatés par le logiciel. Ils ne sont ni en capitales, ni en gras.
- Le texte ne doit pas être écrit en capitales (les noms de famille non plus), ni en gras, ni en italique, ni en « petit »…
- Le gras n'est utilisé que pour surligner le titre de l'article dans l'introduction, une seule fois.
- L'italique est rarement utilisé : mots en langue étrangère, titres d'œuvres, noms de bateaux, etc.
- Les citations ne sont pas en italique mais en corps de texte normal. Elles sont entourées par des guillemets français : « et ».
- Les listes à puces sont à éviter, des paragraphes rédigés étant largement préférés. Les tableaux sont à réserver à la présentation de données structurées (résultats, etc.).
- Les appels de note de bas de page (petits chiffres en exposant, introduits par l'outil «  Source ») sont à placer entre la fin de phrase et le point final[comme ça].
- Les liens internes (vers d'autres articles de Wikipédia) sont à choisir avec parcimonie. Créez des liens vers des articles approfondissant le sujet. Les termes génériques sans rapport avec le sujet sont à éviter, ainsi que les répétitions de liens vers un même terme.
- Les liens externes sont à placer uniquement dans une section « Liens externes », à la fin de l'article. Ces liens sont à choisir avec parcimonie suivant les règles définies. Si un lien sert de source à l'article, son insertion dans le texte est à faire par les notes de bas de page.
- La présentation des références doit suivre les conventions bibliographiques. Il est recommandé d'utiliser les modèles {{Ouvrage}}, {{Chapitre}}, {{Article}}, {{Lien web}} et/ou {{Bibliographie}}. Le mode d'édition visuel peut mettre en forme automatiquement les références.
- Insérer une infobox (cadre d'informations à droite) n'est pas obligatoire pour parachever la mise en page.

Pour une aide détaillée, merci de consulter Aide:Wikification.
Si vous pensez que ces points ont été résolus, vous pouvez retirer ce bandeau et améliorer la mise en forme d'un autre article.
 (juin 2023).
Si vous disposez d'ouvrages ou d'articles de référence ou si vous connaissez des sites web de qualité traitant du thème abordé ici, merci de compléter l'article en donnant les références utiles à sa vérifiabilité et en les liant à la section « Notes et références ».
 (juin 2023).
Held contre Montana est le premier procès climatique de droit constitutionnel à être jugé aux États-Unis . L'affaire a été déposée en mars 2020 par seize jeunes résidents du Montana, alors âgés de 2 à 18 ans. Le procès a eu lieu en juin 2023.
Les plaignants ont fait valoir que le soutien de l'État du Montana à l'industrie des combustibles fossiles avait aggravé les effets du changement climatique sur leur vie, niant ainsi leur droit à un "environnement propre et sain dans le Montana pour les générations présentes et futures"  : Art. IX, § 1 tel que requis par la Constitution du Montana . Les plaignants ont contesté une loi interdisant à l'État de considérer les émissions de gaz à effet de serre comme un argument lorsqu'il décide de délivrer ou non des permis pour des projets liés à l'énergie.

## Histoire
Lors de la rédaction de la Constitution originale du Montana adoptée en 1889, les sociétés minières ont influencé les débats. Ceci a abouti à des lois qui ont largement profité à cette industrie, à l'origine de la richesse de cet état dont la devise est  "Oro y plata ( en espagnol « L'or et l'argent ») et le surnom : "Treasure State".
Mais une convention constitutionnelle de 1972 a ajouté un libellé garantissant aux citoyens "le droit à un environnement propre et sain" - élément central dans l'affaire Held.
Généralement, les experts en politique affirment que les responsables du Montana ont façonné les lois de l'État autour des intérêts financiers des sociétés énergétiques. Par exemple, en 2011, la politique énergétique de l'État a été modifiée pour interdire à l'État de considérer le changement climatique lorsqu'il décide de délivrer ou non de nouveaux permis. La même année, le Montana s'est retiré de la Western Climate Initiative, un accord conclu entre certains États de l'ouest de l'Amérique et certaines régions du Canada pour réduire les émissions de gaz à effet de serre . En mai 2023, les législateurs républicains du Montana ont modifié une limitation  de la loi sur la protection de l'environnement du Montana - appelée la "limitation MEPA"  - pour en faire ce qui était considéré comme la loi d'action anti-climat la plus agressive du pays. Par ailleurs, les lois des États adoptées au printemps 2023 ont explicitement interdit aux gouvernements locaux d'interdire les combustibles fossiles dans les codes du bâtiment, d'interdire les combustibles dérivés du pétrole et d'exiger que les nouvelles constructions soient équipées de panneaux solaires.
Contexte : en 2023, le Montana était le cinquième État américain producteur de charbon et le douzième État producteur de pétrole. De plus, depuis 2003, l'État a reçu près de 650 millions de dollars des sociétés d'extraction des ressources, le huitième total le plus élevé du pays.
En 2011, le cabinet d'avocats à but non lucratif Our Children's Trust a demandé à la Cour suprême du Montana de légiférer pour que l'État ait le devoir de lutter contre le changement climatique. Le tribunal a rejeté la demande, une décision qui a conduit le groupe devant un tribunal de niveau inférieur. Le 13 mars 2020, Our Children's Trust et d'autres cabinets d'avocats ont déposé la plainte Held contre Etat du Montana devant le premier tribunal de district judiciaire, comté de Lewis et Clark, à Helena. Le juge a rejeté la  requête en irrecevabilité de l'État d'août 2021. En 2022, le procureur général du Montana a demandé à la Cour suprême de l'État de prendre le contrôle de l'affaire, demandant que la demande de discovery (échange d' informations sur les preuves qui seront présentées devant le tribunal) soit suspendue, mais la Cour suprême a rejeté les deux demandes. Bien qu'au cours de la décennie précédente des poursuites contre le changement climatique menées par des jeunes aient été déposées dans chaque État, seules quatre des poursuites intentées par Our Children's Trust en dehors du Montana étaient toujours en cours en juin 2023. Le 12 juin 2023, Held est devenue la première affaire constitutionnelle liée au climat aux États-Unis à être jugée.

## Principes juridiques
Le procès est basé sur la constitution de l'État telle que modifiée en 1972, dont l'article IX (Environnement et ressources naturelles) exige que "l'État et chaque personne maintiennent et améliorent un environnement propre et sain dans le Montana pour les générations présentes et futures". Ce passage fait suite à l'article II (Déclaration des droits), section 3 (Droits inaliénables), qui stipule que « toutes les personnes naissent libres et ont certains droits inaliénables. Ils comprennent le droit à un environnement propre et sain. . ." 
La plainte Held déposée en 2020  :"Nature of the Action", § 4. contestait la constitutionnalité de deux lois du Montana : 
- la politique énergétique de l'État, qui régit la production et l'utilisation d'énergie à l'échelle de l'État, et
- l'« exception relative au changement climatique » dans la loi sur la politique environnementale du Montana (MEPA), qui interdit à l'État de tenir compte  de la façon dont son économie énergétique peut contribuer au changement climatique. Les législateurs ont abrogé la politique énergétique de l'État avant le procès, entraînant le rejet de la plainte à son encontre.

La plainte ne demandait pas de compensation financière, mais une déclaration selon laquelle l'État avait violé leurs droits constitutionnels. En outre, la plainte demandait au tribunal d' interdire à l'État de "soumettre les jeunes plaignants" aux lois inconstitutionnelles, de préparer une comptabilité complète et précise des émissions de gaz à effet de serre (GES) de l'État et d'exiger de l'État qu'il élabore un plan de redressement ou des politiques de réduction des émissions de GES. : "Prayer for Relief", p. 102-104.
Les plaignants et l'État doivent déposer des propositions de conclusions et d'attendus début juillet, avant que le juge ne rende une décision.C'est un juge, et non un jury qui tranche les questions constitutionnelles.

## Les faits
La déclaration liminaire des plaignants faisait référence à "la chaleur, la sécheresse, les incendies de forêt, la pollution de l'air, les tempêtes violentes, la perte d'animaux sauvages, la fonte des glaciers", affirmant aussi que les impacts médicaux et psychologiques affectent de manière disproportionnée les jeunes. De nombreux plaignants eux-mêmes ont témoigné, tout comme leurs experts sur le changement climatique, les énergies renouvelables, la politique énergétique du Montana et la santé physique et mentale des enfants.
Au cours de la semaine de présentation de leur cas, les plaignants ont témoigné de la façon dont ils avaient été impactés et lésés par le changement climatique et ses conséquences : incendies de forêt et évacuations qui en ont résulté; températures extrêmes et sécheresse; modification de l'écoulement des rivières ; dommages aux infrastructures, aux exploitations agricoles et aux entreprises ; la peur de l'avenir et un sentiment de perte de contrôle. De jeunes Amérindiens (héritiers des nations aborigènes du Montana : Crows, Sioux, Nez-Percés, Kootenais, Cheyennes, Arapahos et Pikunis) ont témoigné de la façon dont leurs cérémonies traditionnelles et leur nourriture avaient été affectées. L'un des experts sollicités par les plaignants, le climatologue et ancien spécialiste auprès du GIEC Steven Running, a présenté l'état de la science sur le changement climatique, l'effet de serre et ses impacts spécifiques au Montana. Un autre expert, Peter Erickson, chercheur au Stockholm Environment Institute, a déclaré que le Montana émettait plus de gaz à effet de serre que certains pays entiers, comparant les émissions créées en 2019 par l'énergie consommée à l'intérieur des frontières de l'État (1 million d'habitants en 2019)  à la quantité émise par l'Irlande (5 millions d'habitants en 2020) la même année. Mark Jacobson, directeur du programme sur l'atmosphère et l'énergie à l'Université de Stanford, a déclaré que l'État pourrait passer des combustibles fossiles (fournissant environ 75 % de la consommation d'énergie du Montana en 2018) à 92 % de son énergie provenant de sources renouvelables, en partie parce que la surface immense du Montana présente un potentiel d'énergie éolienne 330 fois supérieur à celui nécessaire pour alimenter l'ensemble de l'État.
Le procureur général adjoint du Montana, Michael Russell, a tenté de minimiser et dévaloriser ceci en affirmant que le tribunal "entendra beaucoup d'émotion, beaucoup d'hypothèses, d'accusations", mais que le changement climatique "est un problème mondial qui relègue effectivement le rôle du Montana à celui de spectateur", " Les émissions du Montana (étant) tout simplement trop minuscules pour faire la moindre différence".
Certains chercheurs ont qualifié l'argument de l'État - faisant référence aux émissions se produisant en dehors du Montana - de " whataboutism ". Bien que le procès devait initialement durer deux semaines, il n'a duré que sept jours, les procureurs de l'État n'appelant que trois témoins avant de clore le dossier à la fin du sixième jour.

## Contexte et impact
Le directeur du Département de la qualité de l'environnement, Chris Dorrington, a déclaré que les pratiques d'autorisation ne changeraient pas si les plaignants l'emportaient, car l'agence n'a pas le pouvoir de refuser de délivrer un permis conforme à la loi.
De même, Sonja Nowakowski, administratrice de la Division de l'air, de l'énergie et des mines du DEQ, a distingué les lois procédurales telles que celle qui est contestée, des lois réglementaires qui peuvent servir de fondement au refus d’un permis, affirmant que le seul recours du demandeur est de contester des décisions précises en matière de permis.
L'issue du proces Held ne serait pas contraignant pour les autres États car les tribunaux des États interprètent séparément leurs lois respectives. En outre, la juge du tribunal de première instance a déclaré que même si les plaignants avaient gain de cause, elle n'ordonnerait pas aux responsables de formuler une nouvelle approche pour lutter contre le changement climatique. Cependant, le juge pourrait rendre un jugement déclaratoire déclarant que les fonctionnaires ont violé la constitution de l'État. Ce jugement déclaratoire créerait un précédent juridique permettant aux tribunaux d'examiner des affaires normalement régies par les pouvoirs législatif et exécutif.

## Cas similaires
- Juliana c. États-Unis , affaire déposée en 2015 dans laquelle 21 jeunes ont poursuivi le gouvernement fédéral pour violation de leurs droits constitutionnels à la vie, à la liberté et à la propriété en adoptant des politiques qui soutiennent les intérêts des combustibles fossiles. En juin 2023, l'affaire a été autorisée à passer en jugement devant un tribunal fédéral.